# رود دربند (گیلان)
رود دربند نام یک رودخانه کم عرض که از کوه‌های اطراف روستای دربند و دیله سرچشمه گرفته و در آب انباری به نام استیل که در دوران مظفرالدین شاه قاجار به سال ۱۳۲۰ هـ. ق احداث گردیده است، می‌ریزد. آب رود دربند جهت مصارف کشاورزی ذخیره می‌شود، مازاد آب رودخانه از سمت شمالی امامزاده قاسم و ابراهیم به دریای خزر هدایت می‌گردد.